# Jotham Napat
Jotham Napat, né le 7 août 1972, est un homme politique vanuatais, Premier ministre depuis le 11 février 2025.

## Biographie

### Jeunesse et débuts
Scolarisé à Tanna et à Épi, il suit une formation en météorologie à l'université Victoria de Wellington en Nouvelle-Zélande et à l'Institut royal de technologie de Melbourne en Australie. Il obtient ensuite un Master en Administration des entreprises de la prétendue « université Revans », site web usine à diplômes se présentant comme une université britannique dont le siège social est au Vanuatu et qui n'est pas reconnu comme université par le Royaume-Uni,.
Il est employé par le Bureau météorologique du Vanuatu à partir de 1993, et en devient le directeur en 2002, étant nommé cette même année président du comité national (NACCC) conseillant le gouvernement en matière de réponses à apporter au réchauffement climatique. Président de l'entreprise des postes Vanuatu Post Ltd de 2007 à 2011, il est également président d'Air Vanuatu de 2010 à 2011. De 2013 à 2015 il est le directeur général de l'administration du ministère de l'Environnement.

### Entrée en politique
Fin 2015, il fonde le Parti des dirigeants de Vanuatu et se lance en politique. Il est élu député de Tanna au Parlement de Vanuatu aux élections législatives de janvier 2016, et est nommé ministre des Infrastructures et des Services publics dans le gouvernement de coalition de Charlot Salwai,,. En juin 2019 il est transféré au ministère du Commerce extérieur et du Tourisme et promu vice-Premier ministre.
Son parti obtient cinq sièges aux élections législatives de 2020,, mais se trouve dans l'opposition parlementaire au nouveau gouvernement de Bob Loughman,,. Aux élections anticipées de 2022, malgré un net recul en pourcentage des voix, le Parti des dirigeants conserve cinq sièges au Parlement, et Jotham Napat est nommé ministre des Affaires étrangères dans le gouvernement de coalition d'Ishmael Kalsakau. Le 26 mai 2023, Ishmael Kalsakau limoge son vice-Premier ministre Sato Kilman et promeut Jotham Napat à ce poste ,. Le 8 août, toutefois, lorsque le Premier ministre remanie le gouvernement pour renforcer sa majorité parlementaire, Jotham Napat doit céder ses fonctions ministérielles à Matai Seremaiah,.

### Premier ministre
Son parti obtient le plus de sièges (neuf, sur cinquante-deux) aux élections législatives anticipées de janvier 2025, et il forge une coalition de cinq partis avec le Vanua'aku Pati, le Parti terre et justice, et le Mouvement de réunification pour le changement et le groupe Iauko. Seul candidat au poste de Premier ministre, il est formellement élu à cette fonction par le Parlement le 11 février.
Dès mars, il annonce vouloir amender l'article 17 de la Constitution pour priver du droit d'éligibilité aux élections nationales et provinciales les citoyens non-autochtones, à l'exception de ceux qui sont citoyens d'au moins troisième génération. Le chef de l'opposition, Ishmael Kalsakau, qualifie cette proposition de raciste.